# Alfred Krieger
Pour les articles homonymes, voir Krieger.
Alfred Krieger fut un résistant et une personnalité politique française né le 5 mars 1903 à Pfaffenhoffen (Bas-Rhin) et mort le 25 novembre 1957 à Metz (Moselle).

## Biographie
Ingénieur, Alfred Krieger dirige une entreprise d'électricité, et n'a pas d'engagement particulier jusqu'à la seconde guerre mondiale. Il participe alors à la résistance, sous le pseudonyme de « Commandant Gregor », avec le grade de commandant FFI. Il participe avec ses troupes à la libération de Metz en novembre 1944[citation nécessaire]. Son action lui vaut la croix de guerre, la médaille de la résistance, ainsi que la légion d'honneur.
Il poursuit cet engagement dans la politique. En octobre 1945, il mène une liste « d'action démocratique » pour l'élection de la première constituante en Moselle, et est élu député. Sa liste, plutôt située au centre-gauche, est nettement d'inspiration gaulliste. A l'assemblée, il siège au groupe de l'UDSR.
Durant ce premier mandat, il soutient particulièrement les projets de nationalisation de l'électricité et du gaz, et de la Banque de France.
En juin 1946, il se représente avec l'étiquette de l'union gaulliste, et obtient 16,3 % des voix, ce qui suffit à assurer sa réélection. En l'absence de groupe gaulliste, il continue de siéger sur les bancs de l'UDSR.
C'est d'ailleurs sous cette étiquette qu'il se représente en novembre 1946 et obtient 24,3 % des voix, ce qui lui permet d'être réélu.
Il continue de s'intéresser aux dossiers relatifs à l'industrie du gaz, ainsi qu'à ceux qui concernent directement sa région. Il intervient aussi régulièrement sur les questions économiques.
Il rejoint le RPF dès sa création, et figure en seconde position, derrière Raymond Mondon, sur la liste de ce parti pour les législatives de 1951. Réélu député, il est élu vice-président de la commission de coordination de l'énergie atomique et des recherches nucléaires.
Durant cette période, il s'oppose fortement, au nom de la souveraineté nationale, à la CECA, portée par un autre élu du département, et donc son adversaire électoral direct, Robert Schuman.
Fidèle à son engagement gaulliste, il ne vote pas l'investiture d'Antoine Pinay en 1952, puis, après la mise en sommeil du RPF, rejoint les Républicains sociaux, dont il conduit la liste pour les législatives de 1956.
Il n'obtient cependant que 5,2 % des voix, ce qui est nettement insuffisant pour lui permettre de conserver son siège. Il reprend alors une activité professionnelle, comme cadre dirigeant d'EDF.
Il ne voit cependant pas le retour du général de Gaulle au pouvoir, car il meurt subitement, d'une crise cardiaque, en 1957, à l'âge de 54 ans.

## Mandats
- 21/10/1945 - 10/06/1946 : Résistance démocratique et socialiste
- 02/06/1946 - 27/11/1946 : Démocratique et socialiste de la Résistance
- 10/11/1946 - 17/04/1951 : Union démocratique et socialiste de la Résistance
- 17/06/1951 - 01/12/1955 : Rassemblement du peuple français